# 国道P-9号線 (エリトリア)
国道P-9号線（こくどうぴーきゅうごうせん、英語: P-9）とは、エリトリアの第1級国道。

## 概要
国道P-9号線は、セレイェカからシェバに至っている。舗装はなされていない。